# Nguyễn Thị Ánh Viên
Nguyễn Thị Ánh Viên (sinh ngày 9 tháng 11 năm 1996) là cựu nữ vận động viên bơi lội người Việt Nam. Từng thi đấu cho Đoàn Thể thao Quân đội và đội tuyển bơi lội quốc gia, khi mới 19 tuổi, cô đã giành 8 huy chương vàng, 1 huy chương bạc, 1 huy chương đồng cho đoàn thể thao Việt Nam, phá 8 kỷ lục và được công nhận là vận động viên ngoài Singapore xuất sắc nhất tại Đại hội Thể thao Đông Nam Á 2015 ở Singapore. Cô còn đứng thứ 25 thế giới cự ly 400m tự do của nữ và thứ 9 thế giới nội dung 400m hỗn hợp. Năm 2023, cô là trung tá quân nhân chuyên nghiệp trẻ nhất tại Việt Nam và được tặng Huân chương lao động hạng nhì.
Cô cũng là vận động viên duy nhất của Việt Nam, từ khi hội nhập vào năm 1993, được đầu tư trọng điểm. Việc tập huấn dài hạn trong sáu năm tại Florida, Hoa Kỳ – nơi được xem cường quốc số 1 về bơi lội – của cô có kinh phí lên tới gần 7 tỷ đồng.

## Sự nghiệp thể thao
Nguyễn Thị Ánh Viên (sinh ngày 9 tháng 11 năm 1996 tại ấp Ba Cau, xã Giai Xuân, huyện Phong Điền, thành phố Cần Thơ.  Ban đầu được ông nội dạy bơi, đến khi học lớp 5, Ánh Viên được nhà trường chọn đi thi đấu tại Hội khỏe Phù Đổng cấp huyện. Với thành tích xuất sắc, Ánh Viên tiếp tục được chọn đi thi đấu tại Hội khỏe Phù Đổng cấp thành phố. Và tại đây, Ánh Viên đã được các huấn luyện viên của Trung tâm TDTT Quốc phòng 4 (Quân khu 9) lựa chọn. Khi mới 16 tuổi, cô đã cao 1m7, sải tay dài 1m89, bàn chân to và có các nhóm cơ suôn dài. Đây là những tố chất rất thích hợp với môn bơi.

### 2011 – 2019
Năm 2011, Nguyễn Thị Ánh Viên đã đạt được 10 HCV trong 10 nội dung đăng ký thi đấu tại Giải bơi lội các nhóm tuổi vô địch toàn quốc. Tại SEA Games 26 tổ chức tại Indonesia, cô đã giành được 2 HCB ở nội dung 100 m bơi ngửa và 400 m hỗn hợp.
Năm 2012, Nguyễn Thị Ánh Viên phá chuẩn B Olympic ở nội dung 200 m bơi ngửa với thời gian 2 phút 13 giây 66, giành HCV, vượt 4 chuẩn B Olympic tại Giải bơi lội Đông Nam Á. Ánh Viên đã đại diện cho Việt Nam tại Thế vận hội Mùa hè 2012, trong các môn 200m bơi ngửa và 400m bơi hỗn hợp cá nhân.
Năm 2013, Tại Đại hội Thể thao trẻ châu Á lần 2 diễn ra ở Nam Ninh, Trung Quốc (từ 19 - 22/8), Ánh Viên giành được 4 huy chương (3 HCV, 1 HCB). Tại SEA Games 27 diễn ra ở Myanmar (12/2013), Ánh Viên giành được 6 huy chương (3 HCV, 2 HCB, 1 HCĐ), phá 2 kỷ lục Sea Games ở các cự ly 200 m ngửa (2 phút 14 giây 80) và 400 m hỗn hợp (4 phút 46 giây 16), được bình chọn là " Ấn tượng vàng SEA Games 27 ".
Ngày 26 tháng 8 năm 2013, Nguyễn Thị Ánh Viên được Bộ Tư lệnh Quân khu 9 đặc cách trao cho quân hàm Thượng úy  Quân nhân chuyên nghiệp và khen thưởng vì những thành tích mà cô đã đạt được khi đem về cho thể thao Việt Nam nhiều vinh quang .
Cuối năm 2013, sau khi thi đoạt 3 huy chương vàng tại SEA Games 27 (diễn ra tháng 12 năm 2013 tại Myanmar) và đoạt 4 huy chương vàng, 2 huy chương bạc, phá kỹ lục cự ly 400m hỗn hợp tại Giải bơi Mùa xuân bang Florida, Mỹ (tháng 3-2014), Ánh Viên được Bộ tư lệnh Quân khu 9 đã tặng danh hiệu Chiến sĩ thi đua cấp cơ sở và Bộ Quốc phòng thăng quân hàm từ Thượng úy lên Đại úy trước niên hạn. Lúc đó, Nguyễn Thị Ánh Viên mới chỉ 18 tuổi.
Tháng 8 năm 2014, Ánh Viên đoạt huy chương vàng Olympic trẻ nội dung 200m hỗn hợp. Tháng 9 năm 2014, Ánh Viên đoạt 2 huy chương đồng nội dung 200m ngửa và 400m hỗn hợp tại Đại hội thể thao châu Á (Asian Games 2014)
Năm 2015, sau gần 2 năm khoác áo câu lạc bộ bơi Saint Augustine (bang Florida), Ánh Viên chuyển sang khoác áo CLB nổi tiếng Ebiscobal và được dẫn dắt bởi chuyên gia Cray Anthony Teeters, một trong những HLV giỏi nhất của làng bơi lội Mỹ. Ánh Viên được nhận đầu tư hàng tỷ đồng để tập huấn dài hạn ở Mỹ, quốc gia có môn bơi phát triển nhất thế giới và đã được đền đáp xứng đáng.
Tại chặng một FINA World Cup 2015 tại Moscow, Nga, Ánh Viên đã xuất sắc mang về 2 tấm huy chương danh giá cho đoàn thể thao Việt Nam: huy chương đồng ở nội dung 200m hỗn hợp và huy chương bạc ở nội dung 400m hỗn hợp cá nhân. Tại chặng 2 ở Paris, Ánh Viên tiếp tục giành thêm 1 tấm huy chương Bạc nội dung 400m hỗn hợp cá nhân. Sau khi đạt thành tích vô cùng ấn tượng tại Đại hội Thể thao Đông Nam Á 2017, Ánh Viên được đề xuất thăng hàm từ Đại úy lên Thiếu tá.
Năm 2016, cô tham gia Thế vận hội Mùa hè 2016, nhưng không thể vượt qua vòng bảng hay giành được danh hiệu nào.
Năm 2017, cô đã lập kỉ lục khi có riêng cho mình 8 chiếc HCV ở các nội dung 200m tự do, 50m ngửa, 400m hỗn hợp, 200m hỗn hợp, 800m tự do, 400m tự do, 200m ngửa, 100m ngửa; hai HCB ở các nội dung 200m ếch, 100m tự do và phá 3 kỉ lục của Sea Games.
Tại Đại hội Thể thao Đông Nam Á 2019 ở Philippines diễn ra vào năm 2019, cô đã tiếp tục đem về 6 Huy chương vàng và 2 Huy chương bạc, trở thành Vận động viên xuấtgiải nghệ, với lý do để chăm lo bản thân và tiếp tục việc học. Việc tuyên bố khiến Tổng cục Thể dục Thể thao Việt Nam bất ngờ, nhưng do Ánh Viên nằm trong kế hoạch chuẩn bị Đại hội Thể thao Đông Nam Á 2021 nên vẫn chưa đồng ý giải nghệ. Báo chí Việt Nam cho biết là Tổng cục Thể dục Thể thao Việt Nam đang cố gắng thuyết phục Ánh Viên thi đấu đến Đại hội Thể thao Đông Nam Á 2021, đồng thời tìm hướng giải quyết với bên Quân đội. Đến ngày 16 tháng 11 năm 2021, Tổng cục Thể dục Thể thao Việt Nam chấp thuận việc giải nghệ của Ánh Viên.

## Cá nhân
Ánh Viên rất mạnh mẽ khi thi đấu nhưng ngoài đời là một cô gái hiền lành và có phần hơi nhút nhát. Cô yêu thích môn lịch sử và ngán nhất là ăn. Vì với chế độ ăn uống nghiêm ngặt của vận động viên đỉnh cao, hàng ngày Ánh Viên có 4 bữa ăn chính, chưa kể các bữa phụ. Trong đó, bữa chính có ít nhất 1 kg thịt bò, 50 con tôm, 1 đĩa mỳ to, 1 đĩa rau trộn, 1 lít sữa tươi.
Vì phải thường xuyên tập huấn liên tục, cô không có nhu cầu chi xài, hầu hết tiền cô nhận được đều gửi về cho cha mẹ. Nhờ số tiền đó mà họ đã xây được nhà cửa khang trang.
Cô phát biểu tại SEA Games 28:
| “ | Tôi đã giành nhiều huy chương, phá nhiều kỷ lục ở SEA Games, nhưng tôi sẽ không ngừng phấn đấu. Nếu tôi hài lòng với những gì đã đạt được, tôi là kẻ thất bại ngay từ bây giờ, chứ không phải chờ tới ngày mai. Tôi không nhớ đến chiến thắng, mỗi ngày đều nỗ lực như chưa giành được gì. | ” |

## Những nhận xét về Nguyễn Thị Ánh Viên
Joseph Schooling (kình ngư số 1 Singapore): "Cô ấy đã thực hiện mọi thứ một cách chuẩn mực, tôi chưa từng thấy một vận động viên nào làm được như vậy. Ánh Viên có một trái tim thép, tinh thần thi đấu vô cùng tuyệt vời. Tôi thấy vui bởi những thành tích cô ấy đạt được".
Báo The Straits Times của Singapore: Ánh Viên là vận động viên giá trị nhất của đoàn thể thao Việt Nam.
Báo The New Paper đặt cho Ánh viên biệt danh "Cô Gái Thép".
Huấn luyện viên David Lim của đội tuyển bơi lội Singapore: Ánh Viên đã tiến bộ rất đáng kể, cô ấy tập luyện cùng thời điểm với đội tuyển Singapore và chúng tôi thấy cô ấy thể hiện rất tuyệt".